# Manfred Mann Chapter Three
Cet article concerne le groupe. Pour les autres significations, voir Manfred Mann (homonymie).
Manfred Mann Chapter Three est un groupe de jazz-rock expérimental britannique, originaire de Londres, en Angleterre. Les activités du groupe durent un an entre 1969 et 1970.

## Biographie
Le groupe est formé par Manfred Mann et son partenaire de longue date Mike Hugg. Le nom du groupe vient du fait que c'est le troisième avatar du groupe. Le groupe Manfred Mann avait connu deux tournants majeurs avec ses deux chanteurs. La formation du groupe, lors de son premier concert au Mayfair Ballroom de Newcastle le 24 octobre 1969, comprenait une section de cuivres de cinq musiciens.
L'idée du groupe est basée sur l'approche « time, no change » de Miles Davis et de John Coltrane, qui consiste à jouer des slows, des grooves funky avec des paroles de vaudou inspirés par Dr. John avec des riffs d'instruments en cuivre et des improvisations free-jazz rappelant Ornette Coleman et Albert Ayler. Ceci est dans la lignée de l'époque où des artistes tels que Davis se croisaient sur les chemins du rock/funk rock ainsi que des ensembles jazz-rock américains, tels que Blood, Sweat and Tears et The Mothers of Invention qui avaient incorporé une section de cuivres. Cette formule se trouve limitée et est de courte durée et abandonnée après deux albums, la section de cuivres est supprimée.
Un troisième album est enregistré en 1971, mais sans être publié, il consistait de chansons d'amour que Mike Hugg réenregistrera pour ses premiers albums solo et de musique plus expérimentale, avec des arrangements pour cuivres, avec Manfred au synthétiseur Moog (toutefois une partie de cet album est paru bien plus tard sur des bonus). Manfred continue sur d'autres voies en formant Manfred Mann's Earth Band en 1971.

## Discographie
- 1969 : Chapter III
- 1970 : Chapter III, volume 2
- Chapter III, volume 3 (jamais publié en tant que tel, mais une partie est parue sur (Odds and Sods - Mis-takes and Out-takes) de Manfred Mann)